# Фундатура (Арсура)
Фундатура (рум. Fundătura) насеље је у Румунији у округу Васлуј у општини Арсура. Oпштина се налази на надморској висини од 218 m.

## Становништво
Према подацима из 2002. године у насељу је живело 531 становника, од којих су сви румунске националности.